# Diocèse de Mawlamyine

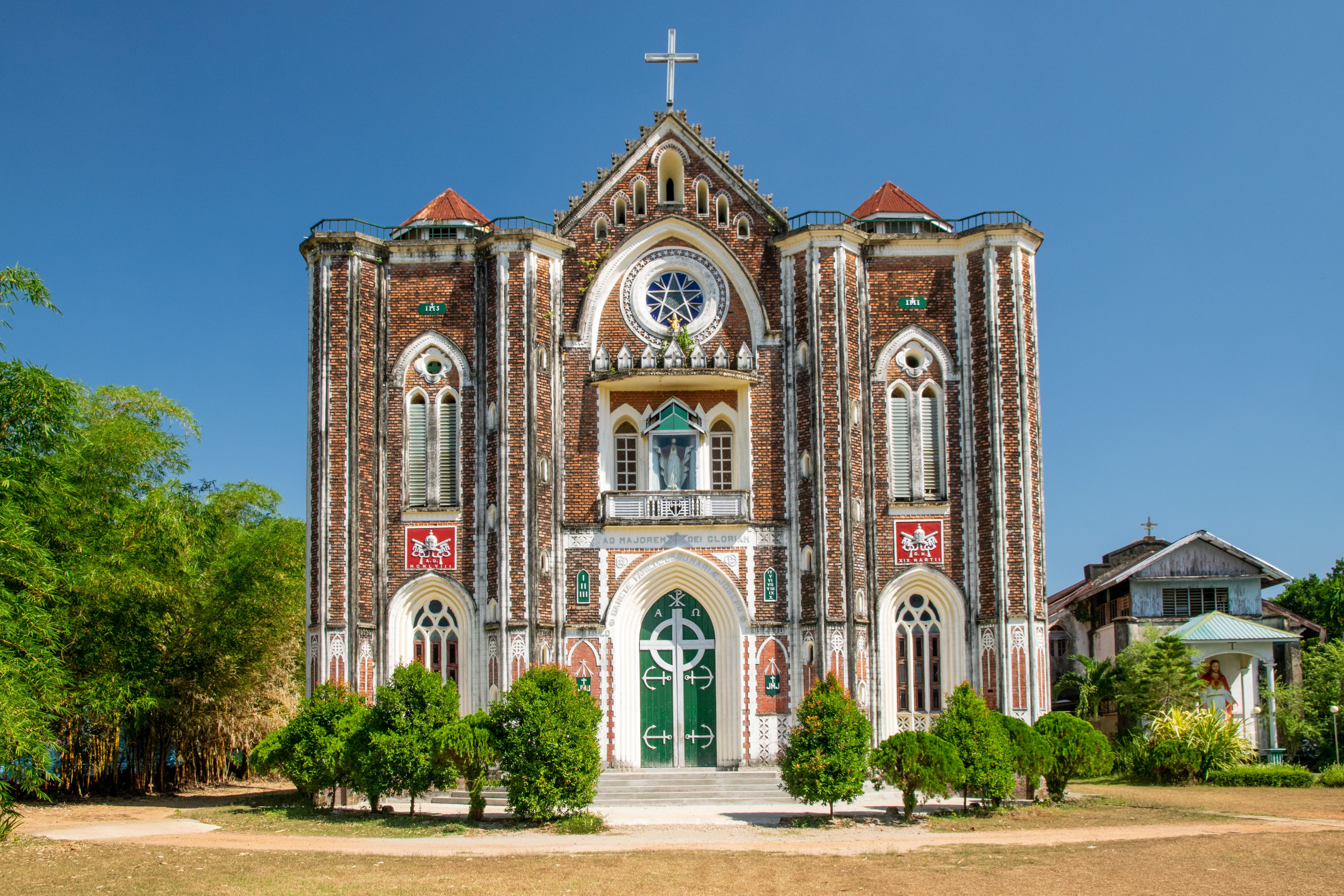
Cathédrale de la Sainte-Famille à Moulmein.

Le diocèse de Mawlamyine (Dioecesis Maulamyinensis), ou de Moulmein, est un siège épiscopal de l'Église catholique de Birmanie suffragant de l'archidiocèse de Rangoun. En 2013, il comptait 9 657 fidèles pour 2 956 000 habitants. Il est tenu par Mgr Raymond Saw Po Ray.

## Territoire
Il comprend la région de Tanintharyi, pointe méridionale du pays, et la partie centro-méridionale de l'État Mon.
Le siège épiscopal est à Mawlamyine (ou Moulmein) où se trouve la cathédrale de la Sainte-Famille.
Le territoire est subdivisé en 11 paroisses.

## Histoire
Le diocèse est érigé le 22 mars 1993 par la bulle Ad efficacius consulendum de saint Jean-Paul II, recevant son territoire de l'archidiocèse de Rangoun.

## Ordinaires
- Raymond Saw Po Ray, depuis le 22 mars 1993

## Statistiques
En 2013, le diocèse comptait 9 657 baptisés pour 2 956 000 habitants (0,3%), 20 prêtres diocésains, 8 religieux et 38 religieuses dans 11 paroisses.